# Ześrodkowanie
Ześrodkowanie – album grupy muzycznej U Studni wydany w 2019 roku. Nagrany w latach 2018–2019 w Studio Tower we Wrocławiu. Słowa użyte w utworach są autorstwa Krzysztofa Cezarego Buszmana, natomiast muzykę skomponował Dariusz Czarny.
Pierwsza płyta zespołu z wierszami Krzysztofa Cezarego Buszmana i w nowym składzie z Joanną Radzik i Robertem Jaskulskim.
Mottem płyty jest fragment tekstu Krzysztofa Buszmana pochodzący z pierwszego utworu pod tytułem Życia płomień:
Oto życia płomień,
Boski cud narodzin,
Co przychodzi do mnie,
Ode mnie wychodzi!

## Twórcy
- Aleksandra Kiełb-Szawuła – śpiew
- Joanna Radzik – skrzypce
- Dariusz Czarny – śpiew, gitary
- Robert Jaskulski – gitara basowa
- Ryszard Żarowski – śpiew, gitary

## Lista utworów
1. Życia płomień
2. Człowiecze podziękowanie
3. Dodaj mi wiary
4. Pytania niedopytane
5. Piosenka o sytych
6. Jutro zawsze takie samo
7. Do ciebie
8. Piosenka o rozłące
9. Gdyby
10. Ześrodkowanie
11. Pytanie
12. Nowe szanse
13. Obyczaj
14. Niebieski okręt[3]